# Pliboux
Pliboux is een plaats en voormalige gemeente in het Franse departement Deux-Sèvres in de regio Nouvelle-Aquitaine en telt 185 inwoners (1999). De plaats maakt deel uit van het arrondissement Niort.

## Geschiedenis
Pliboux is op 1 januari 2025 gefuseerd met de gemeenten Caunay, Montalembert, Pers en Sauzé-Vaussais tot de gemeente Sauzé-entre-Bois.

## Geografie
De oppervlakte van Pliboux bedraagt 15,1 km², de bevolkingsdichtheid is 12,3 inwoners per km².

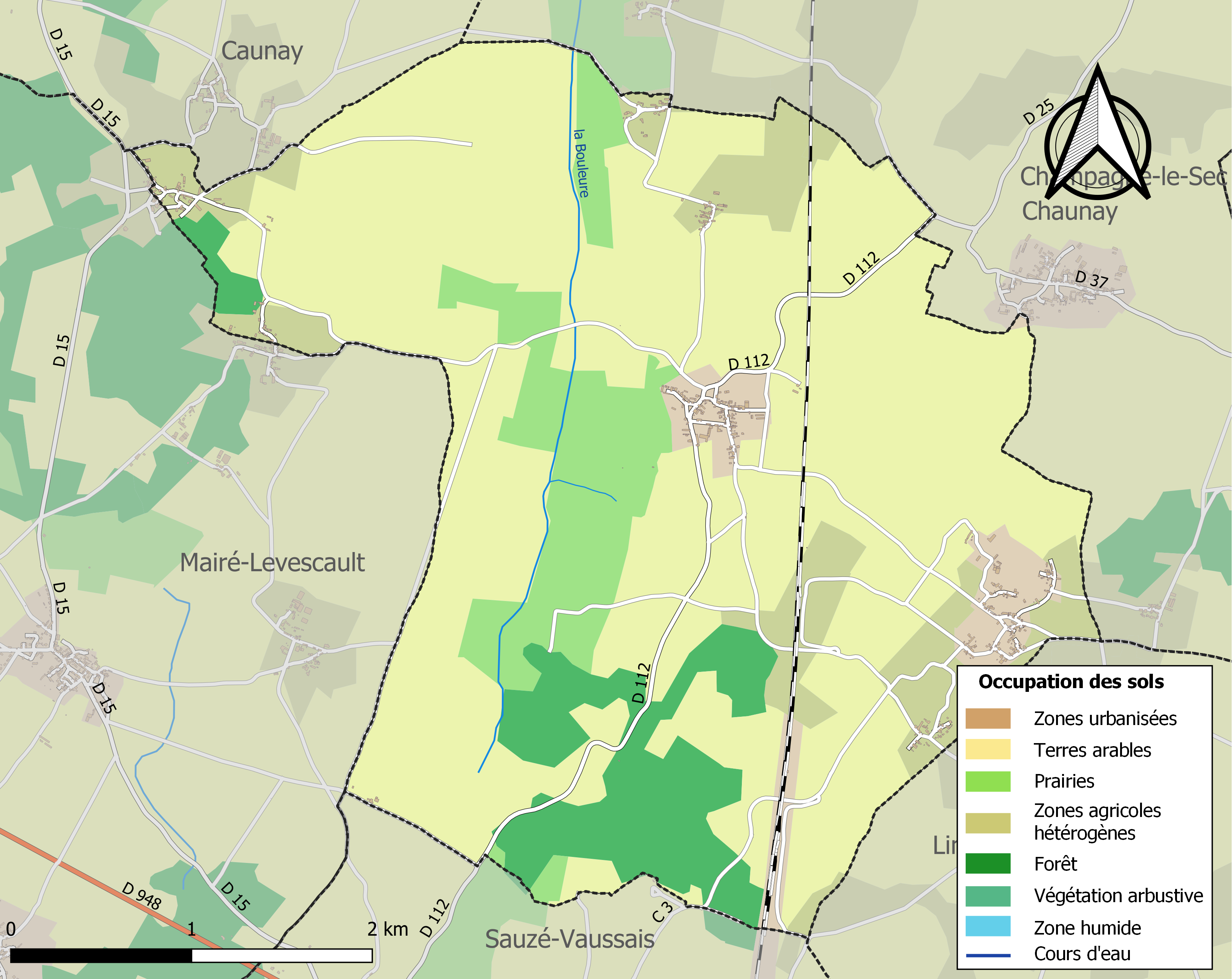
Kaart van de belangrijkste infrastructuur, bodemgebruik en omliggende gemeenten

## Demografie
Onderstaande figuur toont het verloop van het inwonertal.
Caunay · Montalembert · Pers · Pliboux · Sauzé-Vaussais